# Digitaria argillacea
Digitaria argillacea là một loài thực vật có hoa trong họ Hòa thảo. Loài này được (Hitchc. & Chase) Fernald mô tả khoa học đầu tiên năm 1920.